# Йоухки, Кайса
Кайса Йоухки (фин. Kaisa Jouhki, родилась 7 июля 1980) — финская певица, вокалистка группы Battlelore.

## Дискография

### СBattlelore

#### Альбомы
- ...Where the Shadows Lie (2002)
- Sword's Song (2003)
- Third Age of the Sun (2005)
- Evernight (2007)
- The Last Alliance (2008)

#### Промоальбомы
- Warriors Tale (1999)
- Dark Fantasy (2000)

#### DVD
- The Journey (2004)

#### Видео
- Journey to Undying Lands (2002)
- Storm of the Blades (2005)
- House of Heroes (2007)
- Third Immortal (2008)